# Кровоподтёк
Кровоподтёк — скопление крови в подкожно-жировой клетчатке, в полостях тела или между слоями тканей, возникающее в результате разрыва сосудов и внутреннего кровотечения.
Кровоподтёк — в судебной медицине участок поверхностной ткани тела, пропитанный кровью, вытекшей из повреждённого сосуда (сосудов) под давлением, имеющимся в сердечно-сосудистой системе.

## Общая характеристика
Принято различать три основные группы кровоподтёков:
- собственно кровоподтёки в подкожножировой клетчатке,
- гематомы (скопление крови между слоями тканей или в полостях тела)
- петехии (точечные внутрикожные или внутриэпителиальные кровоизлияния, обусловленные разрывами мелких сосудов).

Собственно кровоподтёки формируются при воздействии тупого травмирующего предмета по линии, перпендикулярной или почти перпендикулярной к поверхности кожи.
Механизм образования: удар, сдавление, растяжение тканей тупыми предметами.
При воздействии давления происходит разрыв капилляров, при растяжении — более крупных сосудов (например, кровоподтеки от банок, пятна Минакова, пятна Вишневского, пятна Тардье). Как правило на животе и ягодицах кровоподтёки не образуются.
Форма и размеры кровоподтёка зависят в первую очередь от объёма излившейся крови и особенностей строения жировой клетчатки в месте воздействия. Преимущественно кровоподтёки имеют округлую или овальную форму. В крайне редких случаях кровоподтёк может отображать форму травмирующего предмета.

## Классификация по Солохину-Бедрину
- по происхождению: травматические и патологические,
- по месту образования: местные и отдалённые (симптом очков),
- по времени появления: ранние, поздние, очень поздние,
- по глубине: поверхностные, глубокие, очень глубокие (поднадкостничные),
- по размерам: петехии, экхимозы, большие, гематомы,
- по форме: округлой, овальной, прямоугольной, линейной, прочей.

## «Цветение» кровоподтеков
В первые часы после непосредственного формирования кровоподтёк имеет багрово-красный цвет, который обусловлен оксигемоглобином. Затем происходит переход оксигемоглобина в восстановленный гемоглобин, в связи с этим кровоподтёк меняет свой цвет на сине-фиолетовый с багровым оттенком.
Затем, в течение 5 — 6 дней имеет место распад форменных элементов крови и последующие превращения гемоглобина в метгемоглобин и вердохромоген, который имеет зелёный цвет. На этом этапе кровоподтёк приобретает зеленоватый оттенок. Далее следует превращение вердохромогена в биливердин и билирубин, который имеет жёлтый цвет, в результате чего через 7 — 10 дней после образования кровоподтёк приобретает желтоватый оттенок.
В зависимости от толщины кровоподтёка изменения гемоглобина могут происходить неравномерно, что приводит к изменению окраски от периферии к центру кровоподтёка. Примерно через 7 — 9 суток кровоподтёк становится трёхцветным: в центральной части — сине-фиолетовый, по периферии — жёлтый с коричневатым оттенком, а в промежуточной зоне — с выраженным зеленоватым оттенком.
Скорость изменения окраски зависит от размеров, локализации кровоподтёка, возраста человека и ряда других причин. На некоторых участках тела кровоподтёки никогда не подвергаются процессу «цветения». Так, например, кровоподтёки на склерах глаз, после образования восстановленного гемоглобина и приобретения сине-фиолетовой окраски, дальнейших изменений окраски не претерпевают. Они постепенно обесцвечиваются, образуя на своем месте участки серо-жёлтого цвета, которые могут сохраняться неопределенно долгое время.
Также не подвергаются «цветению» кровоподтёки находящиеся на переходной кайме губ, передней поверхности шеи, и ногтевых ложах.